# Pseudostenophylax yunnanensis
Pseudostenophylax yunnanensis är en nattsländeart som beskrevs av Hwang 1958. Pseudostenophylax yunnanensis ingår i släktet Pseudostenophylax och familjen husmasknattsländor. Inga underarter finns listade i Catalogue of Life.